# Super Comp Bike
Super Comp Bike är en motorcykelklass inom dragracing där förarna kör mot ett förutbestämt index 8,50 sekunder på 402 meter eller 5,50 på 201 meter. Man kvalar genom att den som kört närmast över index blir kval 1:a, näst närmast över index kval 2:a osv. Förarna startar i en utslagningstävling där den med den bästa kvaltiden möter den med den långsammaste i det första heatet.
Reglerna är enkla och man får trimma motorn och modifiera ramen fritt. Man får även använda wheelebars. Som bränsle kan bensin, etanol eller metanol användas.
Det finns många olika byggen med allt från sugmotorer till turbo eller kompressor överladdade motorer.